# Коровьи трупиалы
Коровьи трупиалы, или воловьи птицы, или желтушники (лат. Molothrus), — род птиц семейства трупиаловых. Длина тела представителей данного рода — от 17 до 25 см. Виды данного рода распространены как в Южной, так и в Северной Америке. Встречаются на опушках лесов, в зарослях кустарников, а также в редколесьях и вырубках. Поедают насекомых. Нередко едят тех насекомых (а также клещей), что находятся на спинах крупного рогатого скота. Название данному роду дано из-за этого факта. Коровьи трупиалы держатся группами, размером по 25—40 птиц, однако иногда они образуют стаи численностью до 500 особей.

## Описание
Представители данного рода имеют слегка изогнутый, очень острый клюв, одинаково длинные первые три маховых пера, прямоусеченный хвост.

## Гнездовой паразитизм
Все представители рода являются гнездовыми паразитами. К примеру, самка M. ater откладывает яйца в гнёзда более 200 разных видов птиц. Она специально повреждает скорлупу яиц виду-хозяину. Самка одного из представителей данного рода отмечает, когда потенциальная птица-хозяин откладывает яйца, и когда гнездо на мгновение остается без присмотра, она откладывает в него собственные яйца. Самка данного вида может продолжать наблюдать за этим гнездом после откладывания яиц. Некоторые виды птиц развили способность обнаруживать такие чужие яйца и могут отвергать их, выталкивая их из своих гнезд, но было замечено, что самки этого рода птиц нападают и, как следствие, уничтожают оставшиеся яйца таких птиц, «отговаривая» от дальнейшего уничтожения яиц представителей данного рода.

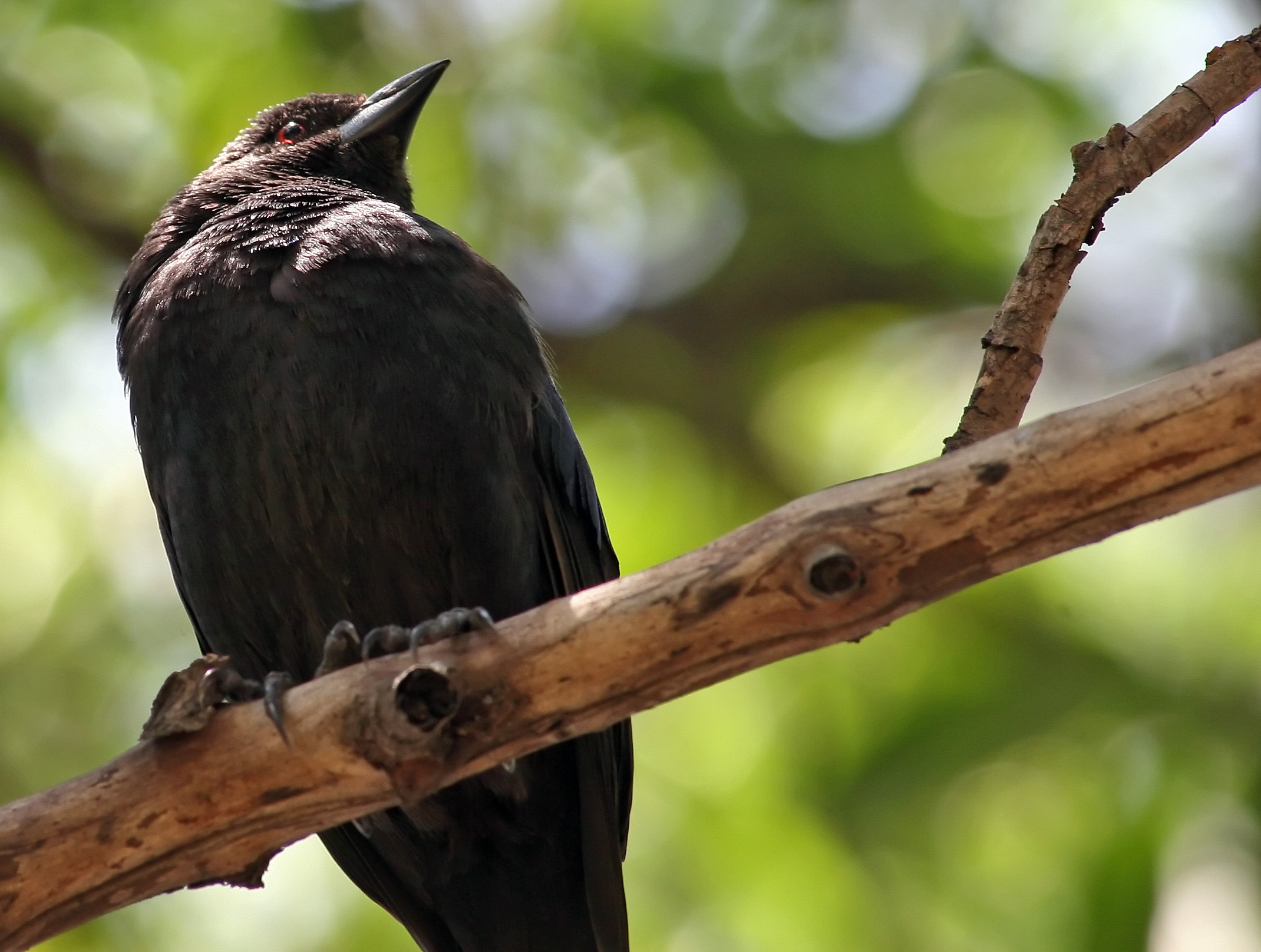
Красноглазый коровий трупиал

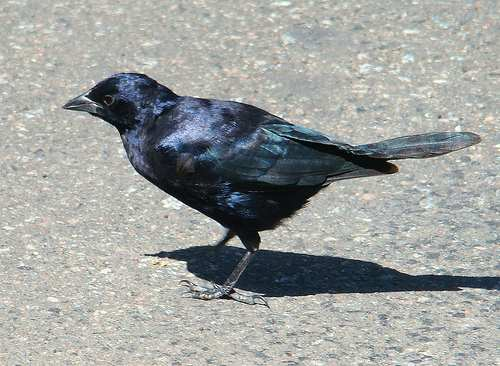
Блестящий коровий трупиал

## Список видов
Выделяют шесть современных видов:
- Molothrus rufoaxillaris Cassin, 1866 — Крикливый коровий трупиал
- Molothrus bonariensis (Gmelin, 1789) — Блестящий коровий трупиал
- Molothrus aeneus (Wagler, 1829) — Красноглазый коровий трупиал
- Molothrus armenti Cabanis, 1851 — Амазонский коровий трупиал
- Molothrus ater (Boddaert, 1783) — Буроголовый коровий трупиал, или буроголовая воловья птица, или воловья птица
- Molothrus oryzivorus (Gmelin, 1788) — Большая воловья птица

Кроме того, к роду относят вымерший таксон † Molothrus resinosus.